# 一髻佛母
一髻佛母，佛教護法聖神之一，專門護持行者出世間之成就。藏傳與漢傳佛教的講法不同。

## 藏傳
藏名阿仲瑪 阿松媽 （意即密咒護持母），梵名艾嘎乍紀(Ekadzati)。 藏文： ཨེ་ཀ་ཛ་ཊི་, རལ་གཅིག་མ་。漢譯為獨發母、獨髮母或一發母。
其形象為一頭雙臂，身體為青黑色或褐紅色，僅有一目，位於額頭中央，一齒尖銳，狀如普巴杵，牙尖向下，一髻撐天，頭戴五骷髏冠，一乳位胸正中，右手高舉人屍，左手執魔心與豺狼，身披人皮衣，下著虎皮裙，項掛五十鮮血人頭，右足曲，左足伸，站立於日蓮屍座上。相傳為普賢王佛母所示現之大護法，其形之特點皆表法身一體。 此一髻、一目、一齒、一乳等，並非為單一之一，而是整體之一，表達的意義是充遍法界之整體。
其形象所象徴的意義：
- 一目：象徴遍觀三世一切物。
- 一齒：象徴咬滅一切所有毀壞教法的仇敵。
- 一乳：象徴更迅速的賜予修行者成就。
- 一髻：象徴所有一切法的本質歸源,就是空性。

## 漢傳
漢譯伊迦惹吒菩薩(梵名 Ekajata-raksah)。為準提法之護法金剛明王之一，全稱一髻羅剎王菩薩。在《佛說一髻尊陀羅尼經》中觀世音菩薩入定後從頭頂化出一髻佛母，故此尊也是觀世音菩薩的化現之一。亦有人認為此尊亦為廿一尊救度母中的破敵救度母、一髻佛母。
大日經將此菩薩列位於胎藏界曼荼羅中蘇悉地院。密號電雷金剛。
《佛說一髻尊陀羅尼經》中說，「若人受持此菩薩真言，能離一切苦惱一切障難怖畏，三毒罪障悉得除」；亦「能摧碎天魔。及惡藥叉羅剎斯毒惡鬼神等。及諸疫病水火盜賊，息諸冤敵。」
又《胎藏界七集》卷中載其形像，身呈青色，現忿怒像，有大火炎髻，四臂，右第一手持劍，次手持鉞斧鉤；左第一手持索、下垂，次手持三股杵，坐於赤蓮華上。